# المكتب الدولي للمعارض
المكتب الدولي للمعارض (بالفرنسية: Bureau International des Expositions, BIE)‏ هي منظمة حكومية دولية أنشئت للإشراف على المعارض الدولية.

## التأسيس
أنشئ المكتب الدولي للمعارض أو (BIE) بموجب الاتفاقية المتعلقة المعارض الدولية، الموقعة في باريس في 22 تشرين الثاني/نوفمبر 1928، لتحقيق الأهداف التالية:
- للإشراف على مواعيد، والعطاءات، واختيار وتنظيم المعارض العالمية
- لوضع إطار تنظيمي ليعمل منظمي المعرض والمشاركين فيه معا في ظل أفضل الظروف.

حتى 13 أبريل 2015، انضمت 170 دولة إلى اتفاقية المعارض الدولية، وينظم المكتب نوعين من المعارض الأول يسمى بالمعارض العالمية، والثاني بالمعارض المتخصصة

## الدول الأعضاء
170 الدول الأعضاء في المكتب الدولي للمعارض :
| - أفغانستان - ألبانيا - الجزائر - أندورا - أنغولا - أنتيغوا وباربودا - الأرجنتين - أرمينيا - أستراليا - النمسا - أذربيجان - جزر البهاما - البحرين - بنغلاديش - باربادوس - بيلاروس - بلجيكا - بليز - بنين - البوسنة والهرسك - البرازيل - بلغاريا - بوركينا فاسو - بوروندي - كمبوديا - الكاميرون - جمهورية إفريقيا الوسطى - تشاد - تشيلي - الصين - كولومبيا - جزر القمر - جمهورية الكونغو - جمهورية الكونغو الديمقراطية - كوستاريكا - كرواتيا - كوبا - قبرص - جمهورية التشيك - الدنمارك - جيبوتي - دومينيكا - جمهورية الدومينيكان - الإكوادور - مصر - إلسالفادور - غينيا الاستوائية - إرتريا - إستونيا - فيجي - فنلندا - فرنسا - الغابون - غامبيا - جورجيا | - ألمانيا - غانا - اليونان - غرينادا - غواتيمالا - غينيا - غينيا بيساو - غيانا - هايتي - هندوراس - المجر - آيسلندا - إندونيسيا - إيران - العراق - إسرائيل - إيطاليا - ساحل العاج - اليابان - الأردن - كازاخستان - كينيا - كيريباتي - كوريا الشمالية - كوريا الجنوبية - الكويت - قرغيزستان - لاوس - لبنان - ليسوتو - ليبيريا - ليبيا - ليتوانيا - مدغشقر - مالاوي - ماليزيا - جزر المالديف - مالي - مالطا - جزر مارشال - موريتانيا - موريشيوس - المكسيك - موناكو - موزمبيق - منغوليا - الجبل الأسود - المغرب - ناميبيا - ناورو - نيبال - هولندا - نيوزيلندا - نيكاراغوا - النيجر - نيجيريا - النرويج - عُمان | - باكستان - بالاو - بنما - باراغواي - بيرو - الفلبين - بولندا - البرتغال - قطر - رومانيا - روسيا - رواندا - سان مارينو - سانت كيتس ونيفيس - سانت لوسيا - سانت فينسنت والغرينادين - ساموا - السعودية - السنغال - صربيا - سيشل - سيراليون - سلوفاكيا - سلوفينيا - جزر سليمان - جنوب إفريقيا - إسبانيا - الصومال - سريلانكا - السودان - جنوب السودان - سورينام - إسواتيني - السويد - سويسرا - سوريا - طاجيكستان - تنزانيا - تايلاند - تيمور الشرقية - توغو - تونغا - تونس - تركيا - تركمانستان - توفالو - أوغندا - أوكرانيا - الإمارات العربية المتحدة - المملكة المتحدة - الأوروغواي - أوزبكستان - فانواتو - فنزويلا - فيتنام - اليمن |